# Московское муниципальное образование
Московское муниципальное образование — сельское поселение в Тюменском районе Тюменской области Российской Федерации.
Административный центр — посёлок Московский.

## История
Статус и границы сельского поселения установлены Законом Тюменской области от 5 ноября 2004 года № 263 «Об установлении границ муниципальных образований Тюменской области и наделении их статусом муниципального района, городского округа и сельского поселения».

## Население
| 2010  | 2011  | 2012    | 2013    | 2014    | 2015  | 2016  |
| ----- | ----- | ------- | ------- | ------- | ----- | ----- |
| 6773  | ↗6781 | ↗7224   | ↗7561   | ↗7948   | ↗8333 | ↗8673 |
| 2017  | 2018  | 2019    | 2020    | 2021    |       |       |
| ↗8794 | ↗9621 | ↗11 534 | ↗12 516 | ↗17 561 |       |       |

## Состав сельского поселения
| № | Населённый пункт | Тип населённого пункта          | Население |
| - | ---------------- | ------------------------------- | --------- |
| 1 | Гусево           | село                            | ↘313      |
| 2 | Дербыши          | деревня                         | ↘201      |
| 3 | Дударева         | деревня                         | ↗5023     |
| 4 | Московский       | посёлок, административный центр | ↗5730     |
| 5 | Ожогина          | деревня                         | →61       |
| 6 | Падерина         | деревня                         | ↗749      |
| 7 | Патрушева        | деревня                         | ↗3505     |
| 8 | Посохова         | деревня                         | ↘37       |
| 9 | Утешевский       | посёлок                         | ↗230      |